# Saint-Clément-à-Arnes
Saint-Clément-à-Arnes ist eine französische Gemeinde mit 109 Einwohnern (Stand 1. Januar 2022) im Département Ardennes in der Region Grand Est (vor 2016 Champagne-Ardenne). Sie gehört zum Arrondissement Vouziers, zum Kanton Attigny und zum Gemeindeverband Argonne Ardennaise.

## Geografie
Die Arnes, ein Nebenfluss der Suippe, durchfließt das Dorf von Osten nach Westen. Umgeben wird Saint-Clément-à-Arnes von den Nachbargemeinden Hauviné im Westen und Norden, Saint-Pierre-à-Arnes im Osten und von den im Département Marne gelegenen Gemeinden Saint-Souplet-sur-Py im Süden sowie Saint-Hilaire-le-Petit und Bétheniville im Südwesten.

## Bevölkerungsentwicklung
| Jahr                       | 1962 | 1968 | 1975 | 1982 | 1990 | 1999 | 2006 | 2013 | 2018 |
| -------------------------- | ---- | ---- | ---- | ---- | ---- | ---- | ---- | ---- | ---- |
| Einwohner                  | 131  | 145  | 156  | 109  | 115  | 115  | 107  | 108  | 105  |
| Quellen: Cassini und INSEE |      |      |      |      |      |      |      |      |      |

## Sehenswürdigkeiten

Kirche Saint-Clément

- Kirche Saint-Clément